# JBoss Seam
JBoss Seam fue un framework desarrollado por JBoss, una división de Red Hat. El líder del proyecto era Gavin King, también autor del framework para mapeo objeto relacional Hibernate. Combina a los 2 frameworks Enterprise JavaBeans EJB3 y JavaServerFaces JSF. Se puede acceder a cualquier componente EJB desde la capa de presentación refiriéndote a él mediante su nombre de componente seam.
Seam introduce el concepto de contextos. Cada componente de Seam existe dentro de un contexto. El contexto conversacional por ejemplo captura todas las acciones del usuario hasta que éste sale del sistema o cierra el navegador - inclusive puede llevar un control de múltiples pestañas y mantiene un comportamiento consistente cuando se usa el botón de regresar del navegador.
Es posible generar automáticamente una aplicación web de altas, bajas cambio y modificaciones a partir de una base de datos existente utilizando una herramienta de línea de comandos llamada seam-gen incluida con el framework. El desarrollo WYSIWYG es facilitado a través del uso de las JBoss Tools, que es un conjunto de plug-ins diseñados para el entorno integrado de desarrollo Eclipse. Seam puede ser integrado con las bibliotecas de componentes JSF JBoss RichFaces o con ICEfaces. Ambas bibliotecas poseen soporte para AJAX.
El proyecto se ha discontinuado.